# Władysław Żeleński (prawnik)

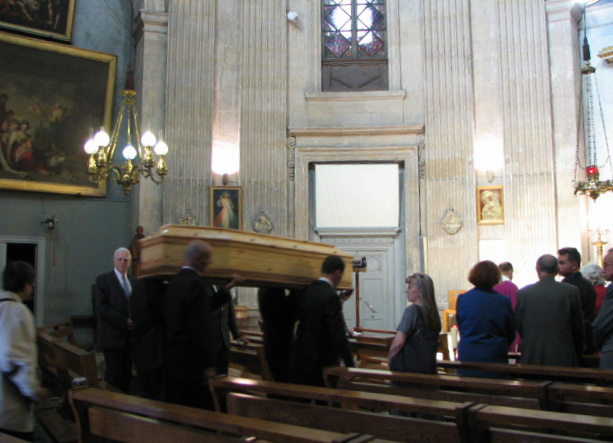
Uroczystości pogrzebowe Władysława Żeleńskiego w Kościele Polskim w Paryżu, 30 czerwca 2006 r.

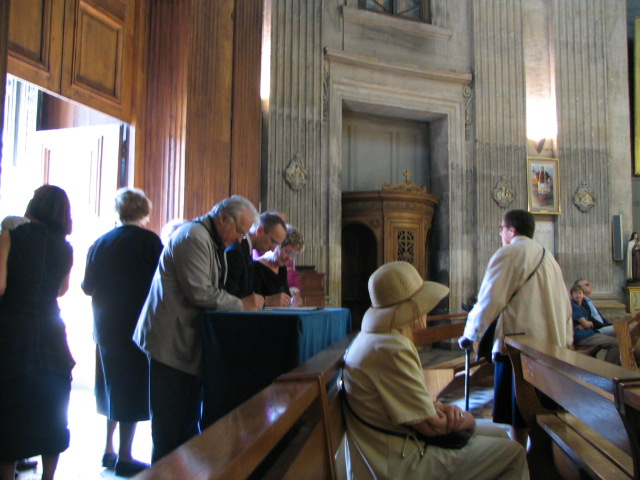
Uroczystości pogrzebowe Władysława Żeleńskiego w Kościele Polskim w Paryżu, 30 czerwca 2006 r.

Władysław Żeleński (ur. 11 lipca 1903 w Parchaczu, zm. 25 czerwca 2006 w Paryżu) – polski prawnik, historyk i publicysta, mieszkający we Francji od zakończenia II wojny światowej.

## Życiorys
Syn Stanisława Gabriela Żeleńskiego (brata Tadeusza Boya-Żeleńskiego) i Izabelli z Madeyskich. Wnuk kompozytora Władysława Żeleńskiego. Początkowo mieszkał w Krakowie, potem studiował na Wydziale Prawa Uniwersytetu Warszawskiego w Warszawie. Przed II wojną światową był prokuratorem w warszawskim Sądzie Okręgowym. 
W grudniu 1933 kierował rewizją w Szpitalu Starozakonnych w Warszawie w wyniku której aresztowano 56 osób, w tym ośmiu lekarzy. Podejrzewano zatrzymanych o sympatie komunistyczne. 
W 1935 był współoskarżycielem w procesie o zabójstwo ministra spraw wewnętrznych II Rzeczypospolitej płk. Bronisława Pierackiego.
Od września 1939 podchorąży w Armii Polskiej we Francji. W 1940 walczył w Lotaryngii i Wogezach. Awansował do stopnia porucznika, internowany w Szwajcarii. Po zakończeniu wojny zamieszkał w Paryżu.
Działał społecznie, wraz z żoną, Marią Adelą Żeleńską z d. Bohomolec (1897–1997, m.in. tłumaczką literatury polskiej na j. francuski) w Towarzystwie Opieki nad Polskimi Zabytkami i Grobami Historycznymi we Francji, dzięki niemu odrestaurowano wiele grobów na różnych cmentarzach francuskich (zwłaszcza na cmentarzu Les Champeaux w Montmorency). Był także działaczem Stowarzyszenia polskich Kombatantów.
Wieloletni współpracownik paryskiej „Kultury” i wydawanych przez Jerzego Giedroycia Zeszytów Historycznych. Jego archiwum znajduje się obecnie w Archiwum Emigracji Biblioteki UMK w Toruniu, Archiwum Akt Nowych w Warszawie i Instytucie im. J. Piłsudskiego w Londynie, a część swojej biblioteki przekazał Bibliotece Uniwersyteckiej w Poznaniu, (1200 egz. książek i czasopism, gł. poloników wydawców emigracyjnych).
Był bratankiem Tadeusza Boya-Żeleńskiego. Jego wypowiedzi o Boyu emitowane były m.in. w filmie dokumentalnym pt. Biografie – Tadeusz Boy-Żeleński (Polska 1993; Scenariusz: Tomasz Kamiński). To on właśnie po wybuchu II wojny światowej zaproponował Boyowi wyjazd na wschód, mimo woli przyczyniając się w ten sposób, jak sam uważał, do śmierci pisarza, jednego z profesorów polskich wyższych uczelni i ich rodzin, zabitych przez Niemców we Lwowie w lipcu 1941 r. W latach 70. opublikował w londyńskich „Wiadomościach” szereg artykułów na temat tej zbrodni. W niemieckim piśmie „Die Welt” sprostował informację, jakoby mord dokonany na profesorach (w tym na Boyu) był na tle rasowym, (tj. że zamordowani mieliby być Żydami). W latach 90. złożył w Archiwum Akt Nowych nieznane dotychczas dokumenty procesowe niemieckich organów ścigania i wymiaru sprawiedliwości, dotyczące zabójstwa, dzięki czemu 25 lutego 2003 w oddziale IPN w Rzeszowie podjęto ponownie, umorzone wcześniej (w 1969) śledztwo w tej sprawie.
Został pochowany 30 czerwca 2006 na cmentarzu w Montmorency (Francja).

## Twórczość (wybór)
- Władysław Żeleński Zabójstwo ministra Pierackiego [publikacja książkowa] (Paryż 1973, Biblioteka „Kultury”; wydanie krajowe: Iskry 1995).
- Władysław Żeleński Odpowiedzialność za mord profesorów lwowskich Wiadomości, nr 17 (1466) Londyn 1974 s.1;
- Władysław Żeleński By skończyć ze zmową milczenia  Wiadomości, nr 18 (1467), Londyn 1974 s. 2;
- Władysław Żeleński Czy mord profesorów lwowskich będzie wyjaśniony Wiadomości, nr 42 (1491), Londyn 1974 s.3;
- Władysław Żeleński Podróże lwowskich profesorów do Moskwy w r. 1940  Wiadomości nr 23 (1523), Londyn 1975 s 4.;
- Władysław Żeleński Cuda i dziwy w sprawie o mord profesorów  Wiadomości nr 49 (1549), Londyn 1975 s.2.
- Władysław Żeleński Ungeklaerter Mord in Lemberg, Die Welt, 5-6. 07. 1975 (Odpowiedź na artykuł W. Kahla i W. Pfuhla, Krach zwischen „DDR” und Polen wegen Rehabilitation Oberlaenders, Die Welt, 4. 07. 1975 r.).

Ponadto: liczne teksty w pismach: „Kultura” i „Zeszyty Historyczne” (Paryż).